# Augustyn Januszewicz
Augustyn Stefan Januszewicz OFMConv, auch Dom Frei Agostinho Stefan Januszewicz, (* 29. November 1930 in Podwojponie, Polen; † 20. März 2011 in Brasília, Brasilien) war ein polnischer Ordensgeistlicher und römisch-katholischer Bischof von Luziânia. 

## Leben
Augustyn Januszewicz trat 1950 der Ordensgemeinschaft der Minoriten bei und legte am 4. Oktober 1954 die ewige Profess ab. Am 3. August 1958 empfing er die Priesterweihe durch Kardinal Stefan Wyszyński, den Erzbischof von Warschau und Gniezno, und ging anschließend in die Mission. 1974 wurde er in systematischer Theologie promoviert.
Papst Johannes Paul II. ernannte ihn am 29. März 1989 zum ersten Bischof des mit gleichem Datum errichteten Bistums Luziânia. Der Erzbischof von Brasília, José Kardinal Freire Falcão, spendete ihm am 10. Juni desselben Jahres die Bischofsweihe; Mitkonsekratoren waren Manuel Pestana Filho, Bischof von Anápolis, und José da Silva Chaves, Bischof von Uruaçu. 
Er war Gründer der Maximilian-Kolbe-Provinz der Minoriten in Brasilien.
Am 15. September 2004 nahm Papst Johannes Paul II. seinen vorzeitigen Rücktritt an.